# Агорн (замок)

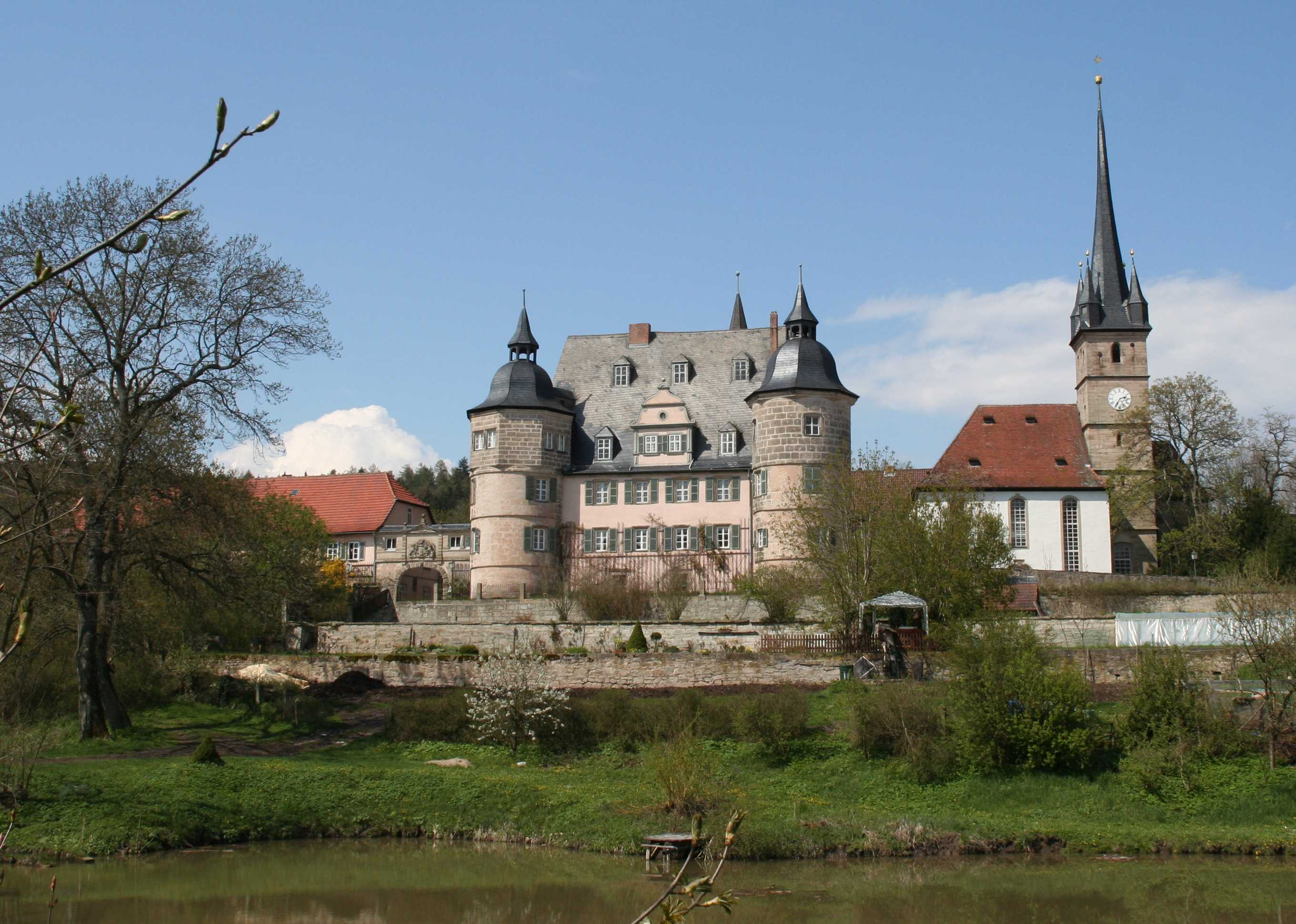
Замок Агорн

Агорн — це замок в муніципалітеті Агорн у Верхній Франконії в районі Кобург.

## Історія
Перша письмова згадка про дарування замку Агорн датується кінцем 11-го століття. Вона була частиною спадщини королеви Польщі Рікези, дочки графа Пфальцького Еренфріда фон Лотрінгена і його дружини Матільди, дочки Отто II. Рікеза заповіла після смерті свого майна в Кобургу, який вона успадкувала як придане своєї матері архієпископу Кьольнському Анно II, що утворив разом Архієпископ , із заснованим ним 1071 року бенедиктинським монастирем в Заальфельді цілий комплекс. В цей дар були включені: гора Кобург, села Фюльбах, Крайдлітц, Кетчендорф, Труфеліштадт, колишні імператорські двори Зайдманнсдорф, Лаутер і Мірсдорф, а також ліс поруч з замком Агорн.
Замок Агорн в його нинішньому вигляді був побудований Йоахімом фон Розенау після Селянської війни в 1555 на залишках старої фортеці. Свій теперішній вигляд замок отримав завдяки баронам Штрайтберґ в 1621 році. Протягом століть, замок змінював власників: фон Шаумберг, Муффель фон Ермройт фон Хендріх, фон Баумбах і, нарешті, сім'я баронів Ерффа, які до сих пір живуть у замку.

## Архітектурний ансамбль

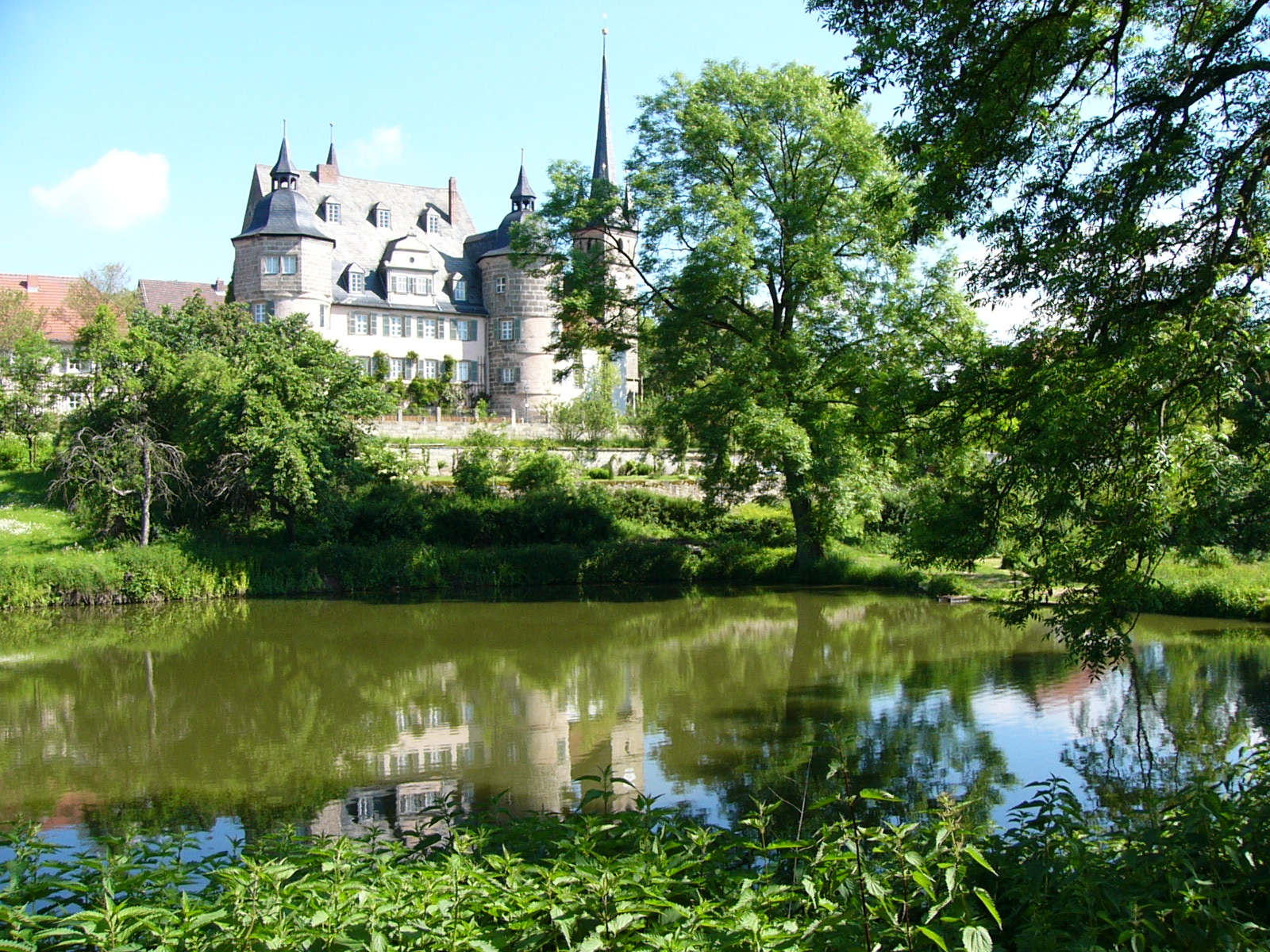
Переглянути більше

Замок з'являється в стилі ренесанс з круглими баштами на Передньому замку. У невеликому внутрішньому подвір'ї знаходиться восьмикутна сходова вежа з гвинтовими сходами, східці якої не як зазвичай змонтовані на колоні, а на забитому в камінь шпинделі. Цю конструкцію часто називають дев'ятим чудом світу. Замок знаходиться в приватній власності, й зачинений для відвідувачів.